# Патриція (гурт)
Патриція — український музичний рок-гурт, створений у 2003 році у Львові. Лідером гурту є Остап Панчишин.

## Історія

### Заснування гурту «Кожному своє»

Гурт Патриція на студії під час запису нового альбому, серпень 2015 року

В період створення гурту його майбутні учасники навчались у Львівському Державному Музичному Училищі ім. С. П. Людкевича та Львівській Національній Музичній Академії ім. М. Лисенка де й відбулося їхнє знайомство. Хлопці є переможцями фестивалів «Червона рута», «Тарас Бульба».
У 2006 році «Патриція» (Кожному Своє) відіграли на розігріві у легендарних Братів Гадюкіних. У 2009 році відбулась офіційна всеукраїнська прем'єра пісні «Так хочеться тиші» а також презентація кліпу цю пісню, відзнятого кліпмейкером Лесиком Панчишиним. Цей кліп став другий після кліпу на пісню «І в твоїх очах», відзнятого у 2008 році. У 2010 році гурт відіграв у турі «Музика нової хвилі».

### Народження «Патриції»
4 квітня 2012 р. під час концерту на площі Ринок у Львові, група офіційно оголосила про зміну своєї назви і відтепер називатиметься «Патриція». Назва групи була придумана під впливом книги Ремарка «Три товариші». Від так, у житті гурту розпочався новий етап розвитку, пов'язаний із виходом на високий рівень професіоналізму, якості звучання та сформованості їхнього стилю. Під цією новою назвою та новим підходом до написання своєї музики, група розпочала запис свого першого студійного альбому. Дебютний альбом «Лечу» були презентовано 23 травня 2013 року у клубі Picasso. До нього увійшли 11 треків.

## Склад

«Патриція» 2013 рік

- Остап Панчишин (вокал, музика, слова, аранжування)
- Роман Задорожний (клавішні інструменти)
- Володимир Оленський (гітара)
- Орест Панчишин (бас- гітара)
- Віталій Кухарський (барабани)
- Мар'ян Криськув (гітара)
- Роман Беднарський (перкусія)
- Лесь Панчишин (фото — відео)

## Творчість
Одними з найпопулярніших пісень гурту є:
- Як почуєш вночі (Пташко) на слова Івана Франка (2013)[9]
- Тримай тепло (2012)[10]
- Я здамся (2012)[11]
- Лечу (2011)[12]
- DORSA (2011)[13]
- Навіки живе (2009)[14]
- Так хочеться тиші (2008)[15]

## Дискографія
Дебютною платівкою став альбом «Лечу», презентований 23 травня 2013 року. До альбому увійшло 11 треків. Альбом «Лечу» відображає усі періоди творчості команди за 10 років її існування, адже вміщує як найперші пісні («Так хочеться тиші», «Вже не твій герой»), так і музичні прем'єри («Тримай тепло», «Я здамся», «Я чекаю на тебе»). Композиція «Лечу», яка дала назву дебютному компакту «Патриції», увійшла до пісенної збірки найкращих українських хітів за 2012 рік (м. Чикаго, США). А в основу оригінальної обкладинки диску-дебюту лягла живописна картина рідного брата фронтмена «Патриції» — Леся Панчишина, молодого українського художника й фотографа. Більше про дебютний альбом «Лечу» у подкасті на «Львівській хвилі» в радіо передачі «Планета Людей».

## Гастролі у Сполучених Штатах
У 2013-му році на запрошення української спільноти у США «Патриція» вирушає до Чикаґо на фестиваль Uketober-fest. 23 серпня 2013-го року «Патриція» бере участь в урочистому концерті з нагоди Дня Українського Прапора у Чикаґо. Остап Панчишин разом з українським консулом урочисто підняли синьо-жовтий стяг. Саме під час гастролів до США група здійснює студійний запис пісні «Як почуєш вночі (Пташко)» на слова Івана Франка. Після повернення до України «Патриція» виборює право взяти участь у проекті «Pepsi Stars of Now» разом з командою «The Hardkiss».

## Проект «Рок-симфонія»
У 2008 році колектив взяв участь у всеукраїнському відборі найкращих молодих рок-гуртів, організованого мобільним оператором DJUICE. Патриція (на той час Кожному Своє) увійшла до 16 найкращих рок-гуртів та здобула право на участь у всеукраїнському турі DJUICE Music Drive у 2009 році. Перемога у цьому конкурсі дала змогу музикантам отримати грант на проведення власного музичного проекту, яким стала «Рок-симфонія». Цей проект передбачав поєднання класичної музики та рок-музики для того, аби заохотити молодь цікавитися та насолоджуватися якісною українською музикою, відродити інтерес до класичної музики та спонукати молодь до творчих експериментів. Після напружених репетицій разом із симфонічним оркестром Львівської національної музичної академії ім. Миколи Лисенка, концерт було проведено на подвір'ї палацу Потоцьких у Львові у липні 2011 року.

## Хронологія

Виступ на мистецькій акції, 2013 рік

Сьогодні колектив активно працює над записом другого студійного альбому, бере участь у численних благодійних концертах зі збору коштів для Армії України.
- 2014 — «Патриція» презентує композицію «Мама»
  - в липні, після анексії Криму та розгортання Росією військових дій на Донбасі «Патриція» записує пісню «О, Дивний Час!» на слова Олександра Олеся
- 2013 — Дебютний альбом «Лечу» презентовано 23 травня
  - взимку колектив записує спільну композицію з Віктором Павліком, а також бере участь в гастрольних турах рок-команд «С. К. А. Й.» та «АнтитілА».
  - в грудні «Патриція» виступає на сцені українського Євромайдану, бо, за словами музикантів, вони повністю підтримують так звані «вимоги Майдану», європейську інтеграцію своєї держави та демократичні реформи в Україні.
- 2012 — рок-гурт змінює назву на «Патриція»
  - виступ на пл. Ринок на фестивалі до Дня м. Львова[18]
  - виступи в рамках УЄФА Євро 2012 у офіційній фан-зоні УЄФА у Львові[19]
- 2011 — грант Djuice «Рок-Симфонія» (підтримка компанії Djuice у проведенні концерту гурту із симфонічним оркестром)[17]
  - презентація концертного відео з симфонічним оркестром на пісню «Лечу» в рамках Lviv Fashion Week
  - премія «Рок-гурт року» за версією журналу RIA[20]
- 2009 — концерт із симфонічним оркестром у залі Львівської філармонії[21]
- 2008 — переможці фестивалю «Червона рута»
- 2007 — володарі Гран прі фестивалю «Тарас Бульба»
- 2006 — фіналісти фестивалю «Перлини сезону» та переможці фестивалю «Тарас Бульба» 2 місце
- 2005 — концерт із камерним оркестром
- 2003 — заснування рок-гурту «Кожному Своє»

## Благочинність
- 2013 — «Патриція» та «Дзвони сонця» влаштували акцію для зробу кошті на допомогу онкохворій жінці, а також її ще ненародженій донечці.
- 2012 — Благодійний концерт «Музика врятує» разом із Павлом Табаковим, Олександром Божиком, Олесею Киричук та гуртом Zoряна у Львівської філармонії[22]
- 2011 — Благодійний акустичний концерт до дня Святого Миколая у палаці Потоцьких у Львові[23]